# Tom Swifty
Een Tom Swifty is een type van woordspeling waarbij een speciaal bijwoord zorgt voor het komisch effect.

## Opbouw
Een Tom Swifty bestaat steeds uit 1 zin met de volgende delen:
1. een aangehaalde uitspraak
2. een werkwoord dat het spreken uitdrukt (altijd in de verleden tijd)
3. de naam van de persoon die de zin uitsprak (meestal Tom)
4. een bijwoord

## Oorsprong
Victor Appleton, de auteur van een reeks avonturenverhalen, beschreef de uitspraken van zijn hoofdpersonage Tom Swift steeds met een bijwoord.

## Bekende beoefenaars
De auteurs Hugo Brandt Corstius (onder het pseudoniem Battus) en Rudy Kousbroek (zie zijn boek 'De logologische ruimte'), hebben zich beziggehouden met het bedenken van Nederlandse voorbeelden van Tom Swifty's.

## Voorbeelden
- "Man overboord!" riep de kapitein voortvarend. [Rudy Kousbroek]
- "Hemeltje", zei Hij opstandig. [Battus]
- "Heeft u geen maatje groter?" vroeg Tom ongepast.
- "Roep niet zo, anders word je nog hees!" zei moeder ontstemd.
- "De volgende dagen blijft het regenen," zei de weerman droogjes.
- "Oef", zuchtte de bokser terneergeslagen.
- "After shave meneer?", vroeg de gestichtskapper gekscherend.